# Шарлатув
Шарлатув (пол. Szarłatów) — село в Польщі, у гміні Осек-Малий Кольського повіту Великопольського воєводства.
Населення — 122 особи (2011).
У 1975-1998 роках село належало до Конінського воєводства.

## Демографія
Демографічна структура станом на 31 березня 2011 року:
|          | Загалом | Допрацездатний вік | Працездатний вік | Постпрацездатний вік |
| -------- | ------- | ------------------ | ---------------- | -------------------- |
| Чоловіки | 65      | 16                 | 44               | 5                    |
| Жінки    | 57      | 16                 | 30               | 11                   |
| Разом    | 122     | 32                 | 74               | 16                   |